# José Goyanes Capdevila
José Goyanes Capdevila (Monforte de Lemos, Lugo, 16 de junio de 1876- Santa Cruz de Tenerife, 17 de mayo de 1964) fue un médico cirujano español. Realizó destacados aportes a la cirugía vascular y arterial, mediante el desarrollo y perfeccionamiento de técnicas quirúrgicas.

## Biografía
Goyanes concurrió a colegios en Lugo y La Coruña. Estudió medicina en Madrid en el período 1893 -1901, obteniendo su título de doctor con su tesis sobre la influencia de la glándula tiroides en el crecimiento y desarrollo. Fue discípulo del doctor Alejandro San Martín, interesándose por la cirugía e investigación. Si bien inicialmente elige realizar su internado en Clínicas de San Carlos en la especialidad de clínica médica el doctor San Martín lo convence de cambiar de área y perfeccionarse en clínica quirúrgica. Fue profesor auxiliar de cirugía de la Facultad de San Carlos.
Contrae matrimonio con María Echegoyen Villeta en 1903 y tuvieron seis hijos. En 1905 fue designado cirujano del Hospital General de Madrid, donde ejerce durante siete años. Estando allí, gracias a su esfuerzo y la exposición a la rica diversidad de casos que se presentan en el hospital, crece su prestigio hasta ser reconocido como el cirujano más destacado de Madrid.
En 1922 Goyanes es designado primer Director del recién inaugurado Instituto Príncipe de Asturias (que posteriormente será el Instituto Nacional del Cáncer), cargo que ocupa hasta 1931 cuando es desplazado por motivos políticos. Durante la guerra civil española hizo cirugía de los heridos de guerra en Salamanca. Posteriormente trabaja en Madrid hasta 1945, cuando se muda a Canarias donde fallece en 1964.

## Aportes
Es en la especialidad de la cirugía vascular donde Goyanes realiza sus principales aportes al desarrollo de la medicina. En especial mejoró las técnicas para realizar anastomosis dobles arteriovenosas y fue uno de los pioneros en la realización de suturas arteriales término-terminales. Además desarrolló la técnica conocida como de suturas perforantes y creó un procedimiento óptimo para la operación de aneurisma arterial, que en la actualidad es denominado "método Goyanes-Lexer". En el ámbito de la cirugía venosa optimizó la técnica de sutura lateral.